# Gimileo
Gimileo tỉnh và cộng đồng tự trị La Rioja, phía bắc Tây Ban Nha. Đô thị này có diện tích là 4 ki-lô-mét vuông, dân số năm 2009 là 171 người với mật độ 42,75 người/km². Đô thị này có cự ly 6 km so với Logroño.